# ستيف جونز (لاعب كرة قدم بريطاني)
ستيف جونز (بالإنجليزية: Steve Jones)‏ (25 يوليو 1957 في المملكة المتحدة - ) هو لاعب كرة قدم بريطاني في مركز الدفاع. لعب مع كوينز بارك رينجرز ونادي والسول ونادي ويمبلدون.